# Замок Кенилуэрт

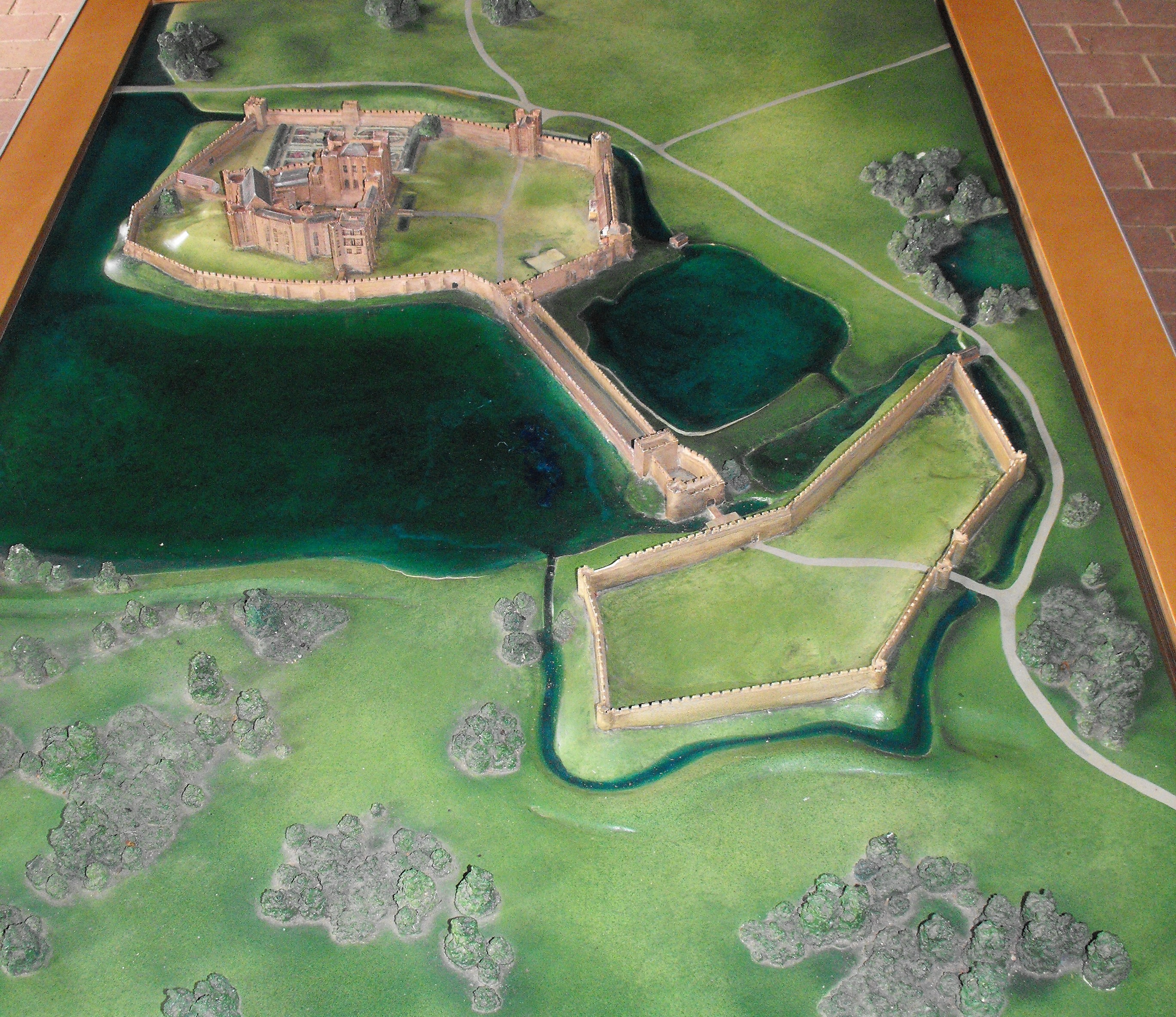
Модель замка 1575—1580 годов.

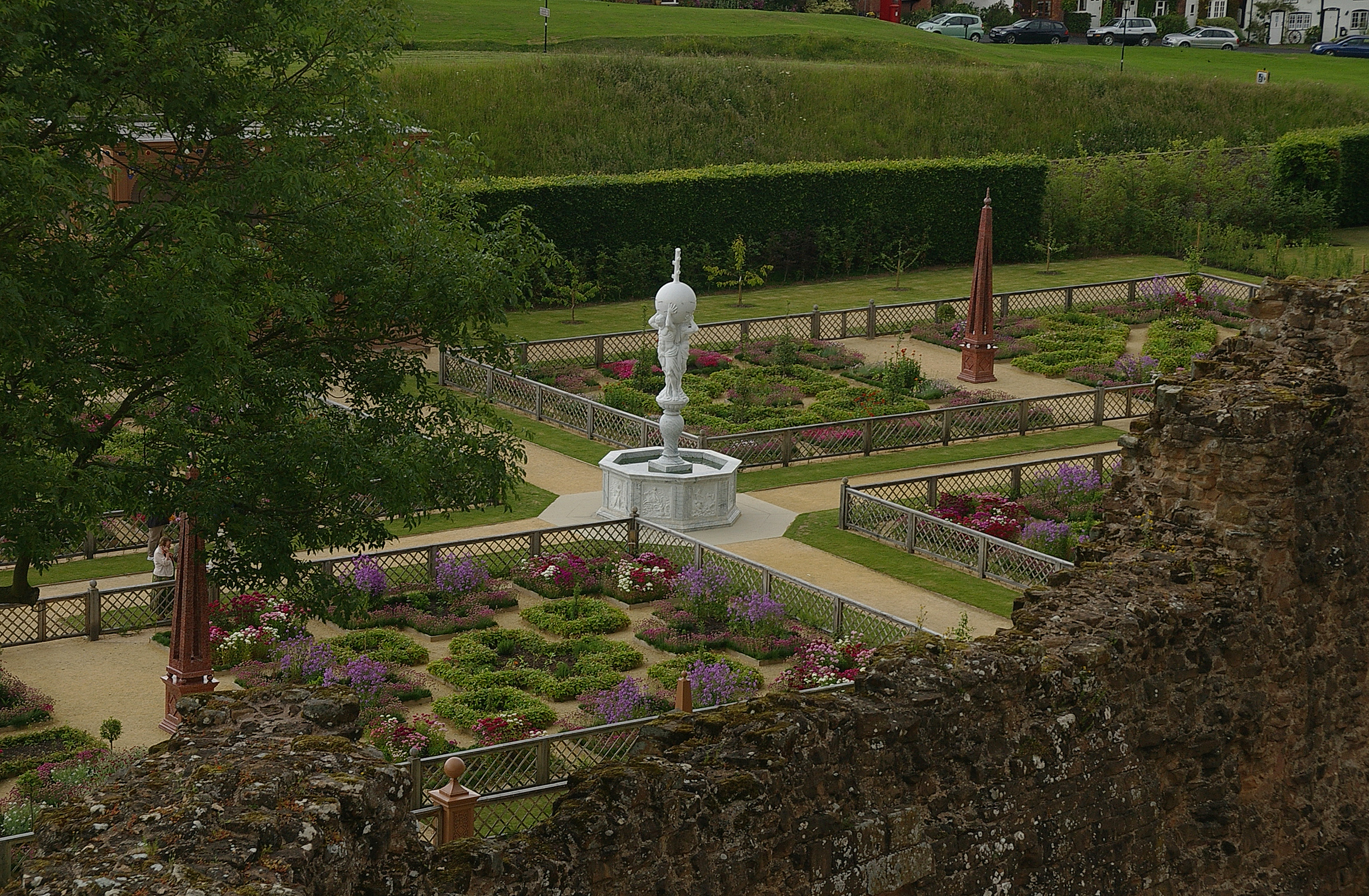
Парк замка.

Замок Кенилуэрт (англ. Kenilworth) — средневековый замок в графстве Уорикшир в центральной части Англии.

## История замка

### Ранняя история
Первое упоминание о Кенилуэрте относится к 1086 году — Книга страшного суда описывает его как небольшое поселение в Арденском лесу. Считается, что ранее на том же месте на холме Хом стояла крепость, которую построили король Мерсии Кенвульф и его сын Кенельм, и их имена дали название крепости. Эта крепость была разрушена во время войны между саксонским королём Эдмундом II и датским королём Канутом II. Около 1122 года Джеффри де Клинтон, казначей Генриха I, решил построить на месте разрушенной крепости замок, которому суждено было стать одним из самых великолепных замков Англии. Неподалёку располагались каменоломни, которые давали качественный камень, и это стало одной из причин, по которой Джеффри выбрал для строительства именно это место.

### Симон де Монфор
Вскоре Кенилуэрт приобрёл слишком важное значение, чтобы оставаться в руках частного лица, и де Клинтон был вынужден передать замок Плантагенетам. В 1244 году король Генрих III назначил управляющим замком Симона де Монфора, графа Лестерского, и даровал ему и его жене Элеоноре (которая была сестрой короля) право жить в замке. Граф, как писали хронисты, «замечательно обустроил замок и держал в нём множество прежде не виданных в Англии военных машин и приспособлений».
В 1265 году Симон де Монфор и его старший сын были убиты в битве при Ившеме. Кенилуэрт перешёл к следующему по старшинству сыну де Монфора, которого тоже звали Симон и который выжил в сражении благодаря тому, что вместе с некоторыми союзниками ему удалось бежать с поля боя.
Решив отомстить, Симон отправил своих воинов грабить и жечь поселения на землях противника. Летом 1266 года король Генрих III, которому доложили о действиях Симона, направил армию к замку. Оказавшись у стен Кенилуэрта, Генрих обнаружил, что замок практически неприступен — он был окружён таким широким рвом, что подобраться и подкопать стены было невозможно. В результате этого осада замка длилась шесть месяцев — то была самая долгая осада в английской истории. И нападающие и осаждённые использовали катапульты и другие военные машины. Однако осада не могла длиться вечно. Когда закончились запасы еды и в замке начался мор, Кенилуэрт пал. Симон лишь попросил короля дать ему четыре дня на то, чтобы собраться и покинуть замок.

### Елизавета I и лорд Дадли
Короли, последующие владельцы замка, продолжали украшать и благоустраивать его. В XIV веке Джон Гонт пристроил к замку Большой Зал, кухни и Большую Палату. Джон был сыном короля Эдуарда III, и когда Эдуард умер, на престол взошёл Ричард II. На тот момент Ричарду было всего 12 лет, так что фактически страной управлял Джон. Его дочь, Джоан, вышла замуж за Ральфа Невилла. У них родился сын Ричард, а у того в свою очередь — сын Ричард Невилл, 16-й граф Уорик, по прозвищу Делатель королей (англ. Kingmaker).
В 1563 году королева Елизавета I даровала Кенилуэрт своему фавориту Роберту, лорду Дадли. Годом позже она наградила его титулом барона Денби и графа Лестера. Желая угодить королеве, Роберт превратил замок в настоящий дворец. Он перестроил некоторые части здания, выполненные в тяжеловесном норманнском стиле, в соответствии с требованиями эпохи — например, узкие стрельчатые окна были увеличены, чтобы пропускать в помещение больше света.
Елизавета трижды навещала Роберта в Кенилуэрте — в 1566, 1568 и 1575 годах. В один из её визитов, который пришёлся на середину июля и длился 19 дней, Роберт тратил на развлечения и угощение королевы до 1000 фунтов в день.
Блеск этих празднеств затмил все подобные приёмы, происходившие в Англии до сих пор. Историки писали, что Елизавета прибыла в замок около 8 часов вечера. По дороге её встречал оракул, «изящно одетый в белое шелковое платье». Он выразил в стихах своё восхищение королевой и предсказал ей долгое и счастливое царствование. Когда Елизавета приблизилась к первым воротам Кенилуэрта, на стене замка появилось шестеро трубачей, которые поприветствовали королеву звуками фанфар. После этого Елизавете преподнесли ключи от замка. Когда королева миновала ворота, её встретила легендарная Леди Озера — в свете факелов она плыла по озеру навстречу королеве на лодке, замаскированной под остров, в сопровождении одетых в шёлковые одежды нимф. Звуки флейты и барабанов и грохот фейерверка был слышен на расстоянии 20 миль.
Шекспиру было всего 11 лет во время визита королевы и, вероятно, он мог быть свидетелем торжеств в её честь. Исследователи считают, что пьеса «Сон в летнюю ночь», которую Шекспир написал 20 лет спустя, была создана на основе воспоминаний о тех грандиозных празднествах.

### Графы Кларендонские
В XVII веке после Реставрации Стюартов на престол взошёл король Карл II. Он подарил замок сэру Эдварду Хайду, который стал бароном Кенилвортским и графом Кларендонским. Замок оставался собственностью графов Кларендонских до 1937 года, а потом его купил сэр Джон Сиддли. В 400-ю годовщину вступления Елизаветы I на трон его сын подарил замок городу. В 1984 году организация «Английское наследие» взяла замок под свою опеку.